# Manuel Moreira da Fonseca
Manuel Moreira da Fonseca foi um encarregado do Governo colonial português.

## Biografia
Exerceu o cargo de Governador-Geral da Província de Angola em 1912, tendo sido antecedido por Manuel Maria Coelho sucedido por António Eduardo Romeiras de Macedo.